# Alfiano Natta
Alfiano Natta es una localidad y comune italiana de la provincia de Alessandria, región de Piamonte, con 785 habitantes.

## Evolución demográfica
| Gráfica de evolución demográfica de Alfiano Natta entre 1861 y 2001 |
|                                                                     |
| Fuente ISTAT - elaboración gráfica de Wikipedia                     |